# Castro de Rey
Castro de Rey o Castro del Rey (oficialmente y en gallego Castro de Rei) es un municipio español situado en la parte central de la provincia de Lugo, en la comunidad autónoma de Galicia. Pertenece a la comarca de la Tierra Llana.

## Clima
De acuerdo a la clasificación climática de Köppen, el clima de Castro Rey es un clima oceánico de tipo Cfb.
| Parámetros climáticos promedio de Observatorio del Aeródromo de Rozas (municipio de Castro de Rey) ( 445 m s. n. m. ) (Periodo de referencia: 1991-2020, extremas: 1985-presente) | Parámetros climáticos promedio de Observatorio del Aeródromo de Rozas (municipio de Castro de Rey) ( 445 m s. n. m. ) (Periodo de referencia: 1991-2020, extremas: 1985-presente) | Parámetros climáticos promedio de Observatorio del Aeródromo de Rozas (municipio de Castro de Rey) ( 445 m s. n. m. ) (Periodo de referencia: 1991-2020, extremas: 1985-presente) | Parámetros climáticos promedio de Observatorio del Aeródromo de Rozas (municipio de Castro de Rey) ( 445 m s. n. m. ) (Periodo de referencia: 1991-2020, extremas: 1985-presente) | Parámetros climáticos promedio de Observatorio del Aeródromo de Rozas (municipio de Castro de Rey) ( 445 m s. n. m. ) (Periodo de referencia: 1991-2020, extremas: 1985-presente) | Parámetros climáticos promedio de Observatorio del Aeródromo de Rozas (municipio de Castro de Rey) ( 445 m s. n. m. ) (Periodo de referencia: 1991-2020, extremas: 1985-presente) | Parámetros climáticos promedio de Observatorio del Aeródromo de Rozas (municipio de Castro de Rey) ( 445 m s. n. m. ) (Periodo de referencia: 1991-2020, extremas: 1985-presente) | Parámetros climáticos promedio de Observatorio del Aeródromo de Rozas (municipio de Castro de Rey) ( 445 m s. n. m. ) (Periodo de referencia: 1991-2020, extremas: 1985-presente) | Parámetros climáticos promedio de Observatorio del Aeródromo de Rozas (municipio de Castro de Rey) ( 445 m s. n. m. ) (Periodo de referencia: 1991-2020, extremas: 1985-presente) | Parámetros climáticos promedio de Observatorio del Aeródromo de Rozas (municipio de Castro de Rey) ( 445 m s. n. m. ) (Periodo de referencia: 1991-2020, extremas: 1985-presente) | Parámetros climáticos promedio de Observatorio del Aeródromo de Rozas (municipio de Castro de Rey) ( 445 m s. n. m. ) (Periodo de referencia: 1991-2020, extremas: 1985-presente) | Parámetros climáticos promedio de Observatorio del Aeródromo de Rozas (municipio de Castro de Rey) ( 445 m s. n. m. ) (Periodo de referencia: 1991-2020, extremas: 1985-presente) | Parámetros climáticos promedio de Observatorio del Aeródromo de Rozas (municipio de Castro de Rey) ( 445 m s. n. m. ) (Periodo de referencia: 1991-2020, extremas: 1985-presente) | Parámetros climáticos promedio de Observatorio del Aeródromo de Rozas (municipio de Castro de Rey) ( 445 m s. n. m. ) (Periodo de referencia: 1991-2020, extremas: 1985-presente) |
| Mes | Ene. | Feb. | Mar. | Abr. | May. | Jun. | Jul. | Ago. | Sep. | Oct. | Nov. | Dic. | Anual |
| --- | --- | --- | --- | --- | --- | --- | --- | --- | --- | --- | --- | --- | --- |
| Temp. máx. abs. (°C) | 21.3 | 24.0 | 27.8 | 31.8 | 34.0 | 37.9 | 41.2 | 40.8 | 37.8 | 32.8 | 23.1 | 23.4 | 41.2 |
| Temp. máx. media (°C) | 10.7 | 12.2 | 15.1 | 16.5 | 19.6 | 22.7 | 24.7 | 25.4 | 23.1 | 18.7 | 13.4 | 11.1 | 17.8 |
| Temp. media (°C) | 6.5 | 7.0 | 9.2 | 10.6 | 13.5 | 16.5 | 18.5 | 18.8 | 16.6 | 13.2 | 9.2 | 7.0 | 12.2 |
| Temp. mín. media (°C) | 2.2 | 1.7 | 3.2 | 4.7 | 7.4 | 10.2 | 12.3 | 12.1 | 10.2 | 7.8 | 4.9 | 3.0 | 6.6 |
| Temp. mín. abs. (°C) | -9.2 | -7.4 | -8.2 | -4.6 | -1.0 | 1.4 | 4.2 | 1.6 | 0.6 | -2.2 | -7.4 | -10.0 | -10.0 |
| Precipitación total (mm) | 122 | 93 | 97 | 101 | 78 | 48 | 31 | 35 | 63 | 133 | 150 | 134 | 1063 |
| Días de precipitaciones (≥ 1 mm) | 14.4 | 11.2 | 12.0 | 13.2 | 10.8 | 6.0 | 4.3 | 5.2 | 7.6 | 12.8 | 15.2 | 13.7 | 124.8 |
| Días de nevadas (≥ 0.01 mm) | 1.3 | 1.9 | 0.8 | 0.4 | 0.0 | 0.0 | 0.0 | 0.0 | 0.0 | 0.0 | 0.2 | 0.8 | 5.3 |
| Horas de sol | 84 | 113 | 158 | 168 | 202 | 216 | 236 | 239 | 189 | 146 | 81 | 71 | 1899 |
| Humedad relativa (%) | 84 | 79 | 75 | 75 | 74 | 73 | 73 | 72 | 75 | 81 | 86 | 86 | 78 |
| Fuente n.º 1: Agencia Estatal de Meteorología | | | | | | | | | | | | | |
| Fuente n.º 2: Agencia Estatal de Meteorología (extremos) | | | | | | | | | | | | | |

## Historia
Castro de Rey es conjunto histórico artístico y villa pintoresca desde 1971 y su centro histórico está habitado desde hace cinco mil años en una elevación que fue castro primero y fortaleza con torre de vigilancia después. A día de hoy quedan parte de las murallas y del castillo sólo restos de la que era la vivienda (la torre cayó en 1941).

## Geografía humana

### Organización territorial
El municipio está formado por doscientas setenta y seis entidades de población distribuidas en veinticinco parroquias:
- Ansemar (San Salvador)
- Azúmara[8]
- Balmonte (San Salvador)
- Bazar (San Pedro)
- Bendia (San Andrés)[9]
- Castro de Rey[8]
- Coea (San Salvador)
- Duancos (Santa María)
- Duarría (Santiago)
- Dumpín (Santa Eulalia)[9]
- Goberno (San Martiño)
- Loentia (Santo Estevo)
- Ludrio (Santa María)
- Mondriz (Santiago)
- Mos[8]
- Orizón[8]
- Otero[8]
- Pacios (San Salvador)
- Prevesos (Santo Estevo)
- Quintela (Santa María)
- Ramil (Santa Mariña)
- Riberas de Lea[8]
- Santa Leocadia[8]
- Triabá (San Pedro)
- Villadonga[8]

### Demografía
Cuenta con una población de 5041 habitantes (INE 2024).
| Gráfica de evolución demográfica de Castro de Rey entre 1842 y 2021                                                   |
| |
| Población de derecho según los censos de población del INE. Población de hecho según los censos de población del INE. |

Desde el punto de vista demográfico, toda la comarca sufrió los azotes de la emigración y del envejecimiento demográfico, que también dejaron secuelas imborrables en las parroquias montañosas. Sin embargo, Castro de Rey no experimentó las oscilaciones de otros municipios lucenses en lo que se refiere a sus fluctuaciones demográficas. A lo largo de todo el siglo mantuvo su población en torno a los seis o siete millares, con lo cual la pérdida de efectivos poblacionales no fue tan alarmante como ocurrió en los municipios de la montaña lucense.

## Patrimonio
En el municipio podemos encontrar castros, megalitos, paisajes protegidos con lagunas, ríos entre el que se incluye el Miño, pazos y viviendas de arquitectura popular y diferentes rutas de senderismo. La parroquia de Duarría tiene en el lugar de Castro de Ribeiras de Lea una importante feria de ganado donde se pueden observar puestos de artesanía o comer pulpo cuando esta tiene lugar. Obligada parada merece además de la capital de la villa el castro de Viladonga, excavado y con museo desde 1983. En la actualidad el castro está experimentado nuevos trabajos arqueológicos y el museo está actualizado con actividades interactivas donde los más pequeños disfrutan al igual que los adultos.